# Ciprian Teleman
Ciprian-Sergiu Teleman (ur. 27 stycznia 1969) – rumuński polityk i przedsiębiorca, od 2020 do 2021 minister badań naukowych, innowacji i cyfryzacji.

## Życiorys
Absolwent geologii na Uniwersytecie Aleksandra Jana Cuzy w Jassach (1994). W 1995 uzyskał magisterium na Uniwersytecie Babeșa i Bolyaia w Klużu-Napoce. Przez osiem lat był pracownikiem naukowym w Rumuńskim Instytucie Geologicznym. W międzyczasie w 2002 współtworzył partię Uniunea pentru Reconstrucția României, z którą był związany przez parę lat. Przeszedł do pracy z sektorze prywatnym, działając jako menedżer, konsultant i szkoleniowiec. Został udziałowcem spółek z branży finansowej oraz informatycznej. Współtworzył platformę MAX Business & Accounting, służącą do digitalizacji działalności finansowo-księgowej małych i średnich przedsiębiorstw.
Powrócił później do działalności politycznej, dołączając do partii PLUS Daciana Cioloșa. W wyborach lokalnych w 2020 uzyskał mandat radnego okręgu Ilfov. W grudniu tegoż roku objął urząd ministra badań naukowych, innowacji i cyfryzacji, wchodząc w skład rządu Florina Cîțu. Ustąpił z tej funkcji we wrześniu 2021 w trakcie kryzysu koalicyjnego.